# تيري ريد
تيري ريد (بالإنجليزية: Terry Reid) هو عازف قيثارة ومغني وكاتب أغاني بريطاني، ولد في 13 نوفمبر 1949 في هانتينغدون ‏ في المملكة المتحدة.

## وصلات خارجية
- الموقع الرسمي
- تيري ريد على موقع IMDb (الإنجليزية)
- تيري ريد على موقع ميوزك برينز (الإنجليزية)
- تيري ريد على موقع أول ميوزيك (الإنجليزية)
- تيري ريد على موقع ديسكوغز (الإنجليزية)